# Niels Bugge
Niels Bugge var en jysk stormand og oprørsleder (ca. 1300 – 1358).

## Levned
Niels Bugge hørte til de jyske stormænd, som kom til magt ved at slutte sig til grev Gerhard 3. af Holsten. Han opnåede store rigdomme og ejede flere hovedgårde, af hvilke Nørre Vosborg tæt ved Storåens udløb i Nissum fjord skal have været hans fædrenegård. I folkevisen om Niels Ebbesen, (som var Bugges søstersøn), nævnes Bugge blandt dem, der havde opsagt den holstenske greve troskab – men noget sikkert vides der ikke om hans holdning i denne tid. 1346 erhvervede han området ved Hald syd for Viborg, der siden var hans hovedsæde. Han hørte til Valdemar Atterdags råd og deltog i kongens krigstog til Mecklenburg og Brandenburg 1349-50, men faldt snart efter fra, ligesom de andre jyder misfornøjet med Valdemars strenge regimente. I 1351 deltog han i opstanden mod kongen i forbund med de holstenske grever og hertug Valdemar af Sønderjylland, men da forliget blev sluttet 1353 ved Vindinge Å, blev han optaget deri. 1355 var han et virksomt medlem af det kongelige Retterting, der blev afholdt rundt om i Jylland, men i de følgende år kom jydernes misfornøjelse atter til udbrud, og Bugge hørte til deres 
hovedledere. I slutningen af 1358 skulle der finde en forligsforhandling sted, mæglet af kongens søn Christoffer og et par bisper. Med frit lejde drog Bugge til Sjælland, ledsaget af Uffe Stigsen og Peder Andersen Hvide til Margaard. I Slagelse mødtes de med Valdemar, hvis krav dog var uacceptabelt, hvorfor jyderne et par dage før jul tog forbitrede af sted. På hjemrejsen blev alle tre adelsmænd myrdet i Middelfart. Dette drab er besunget i en folkevise, der har al sympati for Bugges: 
Herre Christ give de Medelfarer Skam, de vog Hr. Bugge, den velbyrdige Mand
Kongen blev opfattet som den, der stod bag drabet, men han fralagde sig alt ansvar. Byens borgere blev dømt til at betale en årlig bod til kongen, en bod som først blev afskaffet i 1874.
Bugges efterkommere sank ved et ufrit ægteskab ned i bondestanden. Hans gård Hald blev købt af Valdemar og af dronning Margrete 1. skænket til Viborg bisp.

## Ægteskaber og efterslægt
Niels Bugge var gift to gange. Hans første hustru, Lisbeth Palnesdatter Juul, var datter af marsken Palne Jonsen Juul og Elne Nielsdatter Lendi af Troldorp. Anden gang blev han gift med Ingeborg Vendelbo.
I sit første ægteskab fik han døtrene Kirsten og Ellen, som blev gift med hhv. Niels og Christiern Vendelbo, samt sønnerne Niels og Mikkel. I sit andet ægteskab fik han sønnen Knud samt datteren Lisbet, gift med Gotskalk Skarpenberg. Johan Skarpenberg var således dattersøn af Niels Bugge.
Predbjørn Podebusk var oldebarn af Niels Bugge.

## Eftermæle
Lige overfor Niels Bugges Kro ved vestsiden af Hald Sø findes et voldsted, som i årene fra 1936 til 2019 blev kaldt Niels Bugges Hald. Men voldstedet har intet at gøre med Niels Bugge, og navnet er atter ændret til det gamle stednavn Gammel Hald.
Niels Bugge havde en borg ved Hald, som er fundet ca. 2-3 m under borggården på ruinen Hald Slot, der er en yngre borg fra 1520´erne. Niels Bugge havde også en borg ved Nørre Vosborg ved Storåens munding i Vestjylland.
Der findes ikke mindre end tre folkeviser, hvor Niels Bugge er omtalt; herunder én om hans død. Derudover findes der mindst ét sagn om ham.
De stensteler, som bl.a. kanter Ravsbjergvej mellem Hald Hovedgård og hovedvejen Herning-Viborg (rute 12), og som kaldes Niels Bugges hugtænder, har ikke noget med Niels Bugge at gøre, men er såkaldte vildtbanesten fra 1700-tallet.
Til trods for, at Middelfart i over fem hundrede år betalte bod for mordet på Bugge, opkaldte byen IC3-togsæt nummer 5034 efter ham.